# Wilhelm Müller (håndboldspiller)
 Der er flere personer med dette navn, se Wilhelm Müller.
Wilhelm Müller (født 5. december 1909 i Mannheim, Baden-Württemberg, død 22. februar 1984) var en tysk håndboldspiller, som deltog i OL 1936 i Berlin.
Müller spillede for SV Waldhof Mannheim, og med dette hold blev han tysk mester i 1933 samt vicemester i 1937. Han blev udtaget til det tyske håndboldlandshold, som deltog i OL 1936. Det var første gang, håndbold var på programmet ved et OL, og turneringen blev spillet på græs på 11-mandshold. Oprindeligt var ti hold tilmeldt, men Danmark, Holland, Sverige og Polen meldte fra, så blot seks hold deltog. Disse blev delt op i to puljer, hvor Tyskland vandt sin pulje suverænt med en samlet målscore på 51-1 efter blandt andet en 29-1 sejr over USA. De to bedste fra hver pulje gik videre til en finalerunde, hvor alle spillede mod alle. Igen vandt Tyskland alle sine kampe, men dog i lidt tættere kampe. Således vandt de mod Østrig med 10-6. Som vinder af alle kampe vandt tyskerne sikkert guld, mens Østrig fik sølv og Schweiz bronze. Müller spillede to af kampene.
Han spillede i alt otte landskampe i markhåndbold og var også med ved VM 1938, hvor det ligeledes blev til tysk guld.

## Literatur
- Bodo Harenberg (Red.): Die Stars des Sports von A-Z. Darmstadt 1970